# Rozdroże w Ciemnych Smreczynach
Rozdroże w Ciemnych Smreczynach (słow. Rázcestie pod Temnými Smrečinami) – rozdroże szlaków turystycznych w słowackich Tatrach. Położone jest w lesie zwanym Ciemne Smreczyny, na wysokości 1490 m n.p.m. w Dolinie Koprowej, u wylotu Doliny Ciemnosmreczyńskiej. Na rozdrożu są słupki z tabliczkami informacyjnymi szlaków turystycznych, tuż obok, przy ścieżce nad Ciemnosmreczyński Staw znajduje się niewielka, podmokła polanka. Jest to fragment Ciemnosmreczyńskiej Młaki. Przechodzi się ją drewnianymi kładkami położonymi wprost na trawie.

## Szlaki turystyczne
– niebieski w dół Doliną Koprową przez Rozdroże pod Gronikiem do Podbańskiej. Czas przejścia: 3:15 h, ↑ 3:35 h
  – zielony na Zawory. Czas przejścia: 1:35 h, ↓ 1:15 h
  – czerwony nad Niżni Staw Ciemnosmreczyński. Czas przejścia: 1:05 h, ↓ 50 min